# Palawangrodmun
Palawangrodmun (Batrachostomus chaseni) är en fågel i familjen grodmunnar.

## Utseende och läte
Palawangrodmunnen är en medelstor nattlevande fågel. Hanen är gråbrun och sparsamt fläckad ovan med bandade ving- och stjärtpennor. Honan är mer rödbrun och mindre kraftigt tecknad. Båda könen har en bruten vit linje ovan skuldrorna och är kraftigt vitfjälliga på buken, mer sparsamt på bröstet. I ansiktet syns kraftiga borst. Lätet är ett raspigt, visslande "reh-weuu!", med andra tonen fallande.

## Utbredning och systematik
Fågeln återfinns i sydvästra Filippinerna, på öarna Palawan och Calamian. Tidigare betraktades den som en underart till javagrodmun (B. javensis). Den behandlas som monotypisk, det vill säga att den inte delas in i några underarter.

## Status
IUCN erkänner den ännu inte som art, varvid den inte placeras i någon hotkategori.

## Namn
Fågelns vetenskapliga artnamn hedrar Frederick Nutter Chasen (1897-1942), brittisk ornitolog och chef över Raffles Museum i Singapore 1932-1942.